# Демидовка (Херсонская область)
Демидовка (укр. Демидівка) — село в Рубановской сельской общине Каховского района Херсонской области Украины. В 2022 году, во время вторжения России на Украину, село было захвачено. На данный момент находится под оккупацией ВС РФ.
Население по переписи 2001 года составляло 406 человек. Почтовый индекс — 74524. Телефонный код — 5543. Код КОАТУУ — 6521280501.

## Местный совет
74524, Херсонская обл., Великолепетихский р-н, с. Демидовка